# 梅隆工业研究所
梅隆工业研究所（Mellon Institute of Industrial Research）位于美国宾夕法尼亚州匹兹堡，由安德鲁·W·梅隆和理查德·B·梅隆于1913年创立。1967年，与卡内基理工学院合并，成立卡内基·梅隆大学。虽然它已不再是一个独立的机构，但其地标建筑仍然使用这个名称，位于匹兹堡的大学区奥克兰区，第五大道和贝尔菲尔德大道的拐角处。毗邻软件工程研究所和匹兹堡大学的Bellefield Hall，在贝尔菲尔德大道对面还有另外两个地标：匹兹堡大学的亨氏纪念教堂和学习大教堂。
梅隆研究所由建筑师Benno Janssen（1874—1964）设计，于1937年完成。它以优雅的新古典主义建筑风格而闻名，其宏伟的柱廊类似于华盛顿特区的财政部大楼（安德鲁·梅隆曾担任美国财政部部长），并且是世界上最大的独石柱。梅隆研究所立面的比例接近希腊雅典卫城帕台农神庙的长侧立面。几十年来，梅隆研究所大楼的柱廊一直是摄影师拍摄匹兹堡婚礼派对的热门背景。